# KELT-9b
KELT-9b는 백조자리 방향으로 지구로부터 약 620 광년(190 파섹) 떨어져 있는 외계 행성이다.

## 특징
KELT-9b는 KELT(Kilodegree Extremely Little Telescope)를 통해 발견되었으며 2017년 그 범상치 않은 성질이 논문을 통해 공개되었다. 행성이 항성 앞을 지나가면서 발머 Hα 선의 흡수가 일어나는 것을 관측, 존재를 입증했다. 미국 스콧 가우디 오하이오 주립 대학교가 이 행성의 연구에 참여했으며, TESS 우주망원경, 제임스 웨브 우주망원경 등을 동원하여 더 자세히 연구할 예정이다.
KELT-9b의 어머니 항성은 A형 주계열성 HD 195689(또는 KELT-9)이다. 이 별의 표면온도는 10,170 켈빈으로 행성이 항성면 앞을 지나가는 사례로서 흔치 않게 뜨거운 항성이라는 면에서 주목할 만하다. 참고로 KELT-9b를 발견하기 전까지 행성을 거느리는 A형 주계열성은 여섯 개에 불과했으며(이 중 가장 뜨거운 항성은 WASP-33으로 표면 온도는 7430 켈빈임) B형 주계열성은 한 개도 없었다. 반면 KELT-9의 분광형은 B9.5-A0 또는 A1으로 행성이 있는 것으로 알려진 최초의 B형 항성(또는 B형에 가까운 A형 항성)이다.
KELT-9b는 어머니 항성에 조석 고정되어 있으며 공전 궤도는 항성의 자전축에 대해 수직을 이루고 있다.
이 행성은 지금까지 발견된 외계 행성들 중에선 표면 온도가 케플러-70b 다음으로 뜨겁다.(2025년 6월 기준) 낮의 반구면 온도는 4050 ~ 4600 켈빈으로 이는 M형 주계열성보다 뜨겁고 일부 K형 주계열성들보다도 높은 온도로, '이는 일반적인 뜨거운 목성보다도 온도가 더 높은 극도로 뜨거운 온도를 가진 초고온목성'(ultra-hot jupiter)이라는 새로운 명칭을 붙인 논문도 있다. WASP-12b가 보유했던 가장 뜨거운 행성 기록을 깬 외계 행성이기도 하지만 2019년에 행성의 온도가 무려 7389°로서 M형 주계열성, K형 주계열성뿐만 아니라 태양계의 유일한 항성인 태양과 같은 G형 주계열성, 일부 F형 주계열성보다도 더 높은 온도가 되어 이거보다 훨씬 더 뜨거운 초고온의 뜨거운 지구에 속하는 행성인 케플러-70b가 발견됨에 따라 가장 뜨거운 행성이란 이름은 넘겨주게 되었다. 비록 KELT-9b는 행성의 온도가 7389°로 M형 주계열성, K형 주계열성, 태양계의 유일한 항성인 태양과 같은 G형 주계열성, 일부 F형 주계열성보다도 온도가 더 높은 초고온 행성인 케플러-70b만큼 뜨겁지는 않지만 이 행성만 해도 M형 주계열성이나 일부 K형 주계열성보다도 더 온도가 높은 행성이기 때문에 그에 따라 대기는 너무 뜨거워서 보통 분자에 묶여 있는 내화원소들이 중성 및 단일 이온화 원자 철(Fe 및 Fe+), 단일 이온화 타이타늄(Ti+)처럼 원자 형태로 존재할 수 있다. 2019년 연구에서 과학자들은 이 행성의 대기에 기존의 철과 타이타늄 외에 크로뮴, 스칸듐, 이트륨이 기화된 상태로 있음을 추가로 발견했다.
KELT-9b의 수소 대기는 크게 확장되어 있는 것으로 밝혀졌다. 대기의 크기는 행성의 로슈 엽에 가까우며 이는 행성의 대기가 빠른 속도로 질량을 잃고 있음을 뜻한다.

## 같이 보기
- 뜨거운 목성
- 페가수스자리 51 b